# Kilnwick
Kilnwick är en by i civil parish Beswick, i distriktet East Riding of Yorkshire, i grevskapet East Riding of Yorkshire, i England. Byn är belägen 10 km från Beverley. Kilnwick var en civil parish fram till 1935 när blev den en del av Beswick. Civil parish hade 180 invånare år 1931. Byn nämndes i Domedagsboken (Domesday Book) år 1086, och kallades då Bocheton(e).